# 鄧肯·斯科特
鄧肯·斯科特，OBE（英語：Duncan Scott；1997年5月6日—）是一名英國游泳運動員。他在2015年歐洲運動會上獲得了三枚金牌，成為這屆歐洲運動會上獲得金牌數最多的英國運動員。他也代表英國參加了2015年世界游泳錦標賽。
斯科特在2019年世界游泳锦标赛上获得男子200米自由泳的并列季军。颁奖典礼期间，与澳籍友人麥克·霍爾頓一样，他拒绝和孙杨握手及与其合影，被认为是表达对前一年发生的孙杨干预兴奋剂检测事件及国际游泳联合会对此事处理的不满。孙杨不满其行为，退场时对其做手势回击，並用英語說“You loser, I am a winner. Yeah!（你这个失败者，我是赢家，耶！）”。后来两人都受到国际游泳联合会的警告。

## 外部連結
- Duncan Scott Baku2015
- Duncan Scott Sports bio （页面存档备份，存于）